# Reinnährstoff

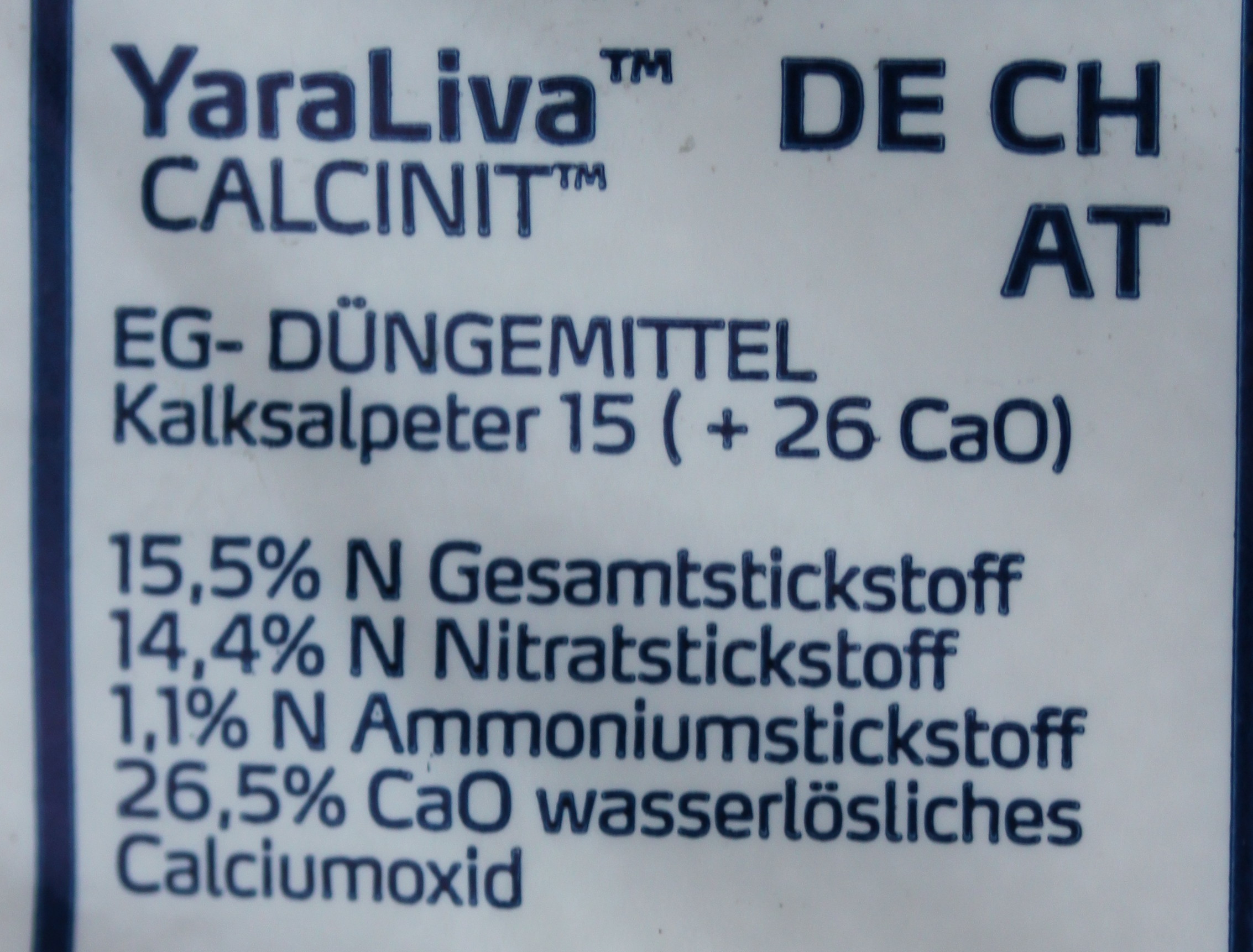
Deklaration eines kommerziellen Düngemittels: Kalksalpeter mit 15,5 % Gesamtstickstoff (14,4 % Nitratstickstoff + 1,1 % Ammoniumstickstoff) und 26,5 % Calciumoxid.

Reinnährstoff ist der in Massenanteil ausgedrückte Nährstoffgehalt eines Düngemittels. Die Berechnung erfolgt so: Stickstoff (z. B. in Nitraten oder Ammoniumsalzen) wird als Element gerechnet, alle Nährstoffe als Oxide, z. B. Kali als K2O, Kalk als Calciumoxid (CaO), Magnesium als Magnesiumoxid (MgO), Phosphorsäure oder Phosphat als P2O5. So enthalten 100 kg Superphosphat mit 18 Masse-% Phosphorsäure z. B. 18 kg H3PO4 als Diphosphorpentoxid (P2O5) aber nur 8 kg elementaren Phosphor.